# Tanzhou
Tanzhou (kinesiska: 坦洲) är en köping i sydöstra Kina. Den ligger i staden Zhongshan i provinsen Guangdong, omkring 100 kilometer söder om provinshuvudstaden Guangzhou. Antalet invånare är 219 876. Befolkningen består av 105 415 kvinnor och 114 461 män. Barn under 15 år utgör 12,0 %, vuxna 15-64 år 84 %, och äldre över 65 år 3,0 %.